# Irlanda en los Juegos Olímpicos de París 1924
Irlanda estuvo representada en los Juegos Olímpicos de París 1924 por un total de 49 deportistas que compitieron en 6 deportes. Fue la primera participación de este país en los Juegos Olímpicos.
El portador de la bandera en la ceremonia de apertura fue el atleta Larry Stanley. El equipo olímpico irlandés no obtuvo ninguna medalla en estos Juegos.